# Cambio 16
Pour les articles homonymes, voir Cambio.
 (juillet 2024).

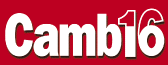
Logo

Cambio 16 est une revue espagnole d'information générale. 
La revue est un média important en Espagne durant la période de transition menant de la période franquiste à la démocratie. Son premier directeur est Juan Tomás de Salas, de 1971 à 2000. Elle paraît pour la première fois le 22 septembre 1971 et traite alors de tout type d’information. Toutefois elle donne alors la priorité aux nouvelles relatives à la situation politique de l'Espagne. 
Plusieurs de ses numéros ne purent sortir[Quand ?] par la volonté du gouvernement prédémocratique[Quoi ?][réf. souhaitée].
Le Groupe 16, propriétaire de l'hebdomadaire, se lance[Quand ?] dans d'autres projets tels que Diario 16, Radio 16 ou encore Motor 16.